# Kovači (Chorwacja)
Kovači – wieś w Chorwacji, w żupanii istryjskiej, w gminie Kaštelir-Labinci. W 2011 roku liczyła 52 mieszkańców.